# Gallia Narbonensis
Gallia Narbonensis (Galia Narbońska) – prowincja rzymska na terenie Galii (dzisiejsza Langwedocja i Prowansja) ze stolicą w Narbonie.
Powstała w 121 p.n.e. jako Gallia Transalpina, nazwą odróżniona od Galii Przedalpejskiej (łac. Gallia Cisalpina) położonej na południe od Alp. Rzymianie określali ją także jako Provincia Nostra ("Nasza Prowincja") – ponieważ była pierwszą rzymską prowincją po północnej stronie Alp, lub w skrócie Provincia ("Prowincja"), od czego wzięła swoją nazwę Prowansja. Zachodnia część Galii Narbońskiej znana była jako Septymania.
Obszar prowincji zamieszkiwał starożytny lud Bebrykowie. 
Ostatnim prokonsulem rzymskim na tym terenie był Flavius Severinus, powołany w 463 r.